# Freedom (yacht)
Pour les articles homonymes, voir Freedom.
Freedom (US-30) est le yacht de course, defender américain lors de la Coupe de l'America (America's Cup) de 1980 contre le challenger australien Australia représentant le Royal Perth Yacht Club de Perth.

## Construction
Freedom a été conçu par Olin Stephens, et a été construit au Minneford Yacht Yard  de City Island à New York. Sa coque est en aluminium et il est le dernier des 12 conçus par Olin Stephens avec la collaboration de Bill Langan. Freedom s'est inspiré des lignes de l' Intrepid avec une legère réduction des dimensions.

## Carrière

Guidon du NYYC

Il s'est d'abord qualifié contre Intrepid (US-22) et Weartherly (US-17).
Skippé par Dennis Conner, il a battu le challenger australien Australia par 4 manches à 1 lors de la 1980 America's Cup (en) sous la propriété de la Fondation du Collège Maritime de Fort Schuyler. Puis il remporte le Chandler Hovey Gold Bowl.
En 1986 et 1987, il se trouve à La Rochelle pour le Challenge Kiss France et sert à l'entrainement du French Kiss français.
De 1995 à 2000, il appartient à François Fontes de Montpellier (France).
Après 2000, il rejoint le port de Newport sous l'égide de la Fondation Freedom. En 2001 il remporte le Jubilee de la Coupe de l'America.En 2006-07, il bénéficie de modifications importantes. Il navigue depuis pour l' America's Cup Charter Company avec Weatherly, Nefertiti, American Eagle et Intrepid.